# Feuerwerk

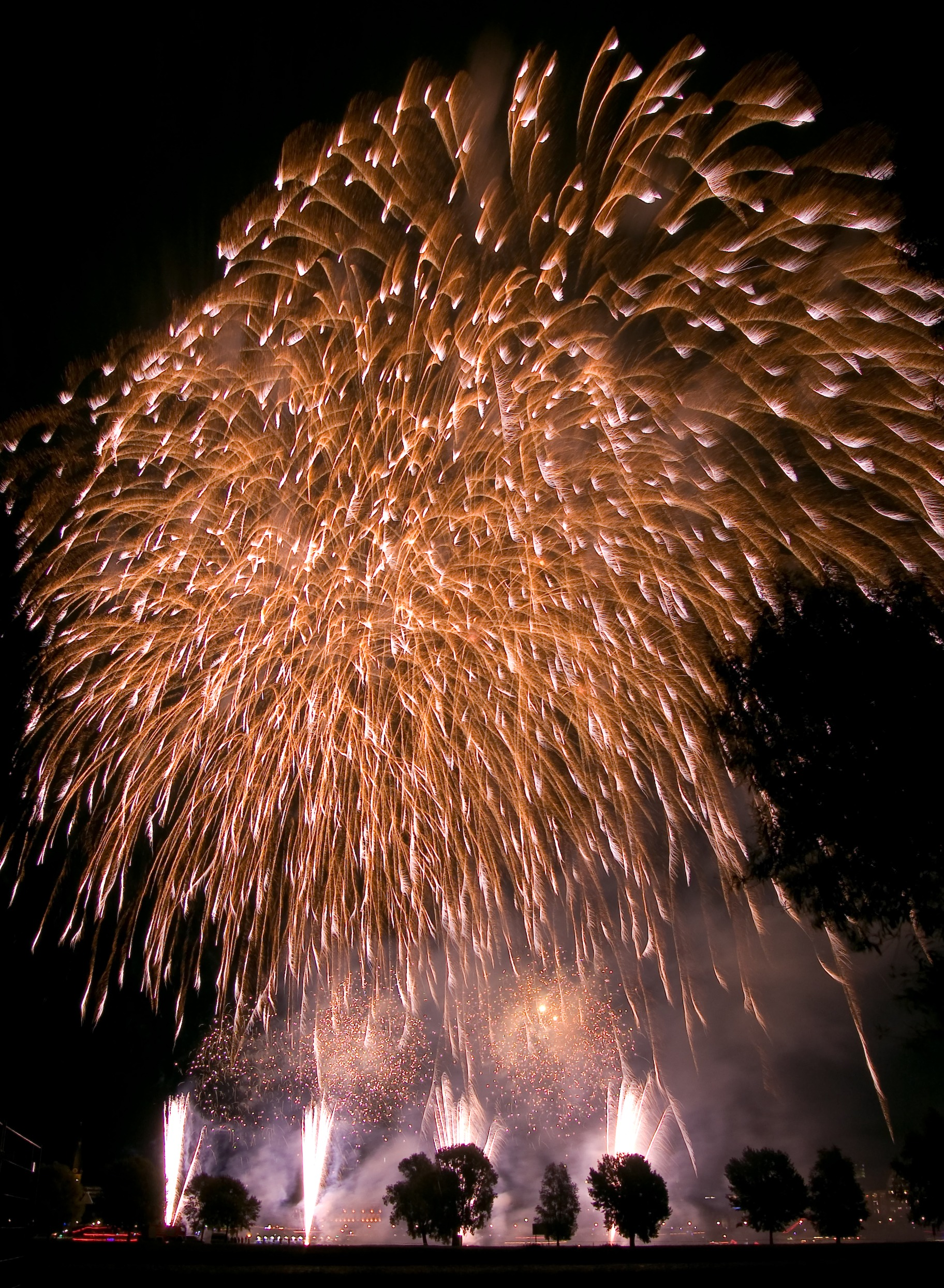
Feuerwerk beim Japan-Tag in Düsseldorfrahmenlos|zentriertKlang eines entfernten Feuerwerks

Ein Feuerwerk ist eine pyrotechnische Darbietung, zumeist am Nachthimmel, bei der Feuerwerkskörper planmäßig gezündet werden. Es zeichnet sich durch Licht- bzw. Farb- und Knalleffekte aus.

## „Feuerwerk / Feuerwerker / Feuerwerkerei“
In der Ausgabe 1905 von Meyers Großem Konversationslexikon enthält der Artikel Feuerwerkerei die wesentlichen Aussagen über „Herstellung und Abbrennen von Feuerwerkskörpern“. Feuerwerkerei wird weitestgehend als Eindeutschung des Begriffs Pyrotechnik verstanden. Weitere Begriffe des Wortfeldes wurden in dem Lexikon auf Feuerwerkerei weitergeleitet. In der Gegenwart wird der Begriff nur noch selten verwendet.
Strittig ist die Frage, ob man den Begriff Feuerwerk um den unbestimmten Artikel „ein“ erweitern oder im Plural verwenden sollte („Feuerwerke“). Befürworter dieser Begriffsverwendung weisen darauf hin, dass dadurch einzelne Feuerwerksdarbietungen, die zu einer bestimmten Zeit an einem bestimmten Ort stattfanden oder stattfinden (sollen), bzw. verschiedene Arten von Feuerwerk bezeichnet werden. „Feuerwerk“ ohne Artikel bzw. mit dem bestimmten Artikel „das“ sei (im Sinne von „das Feuerwerk im Allgemeinen“) demnach eine Gattungsbezeichnung, die sich auf eine Gesamtmenge beziehe, deren einzelne Elemente „Feuerwerke“ genannt würden. Indem der Duden in einer „Deklinationstabelle“ die Formen des Substantivs „Feuerwerk“ im Singular und im Plural präsentiert, erklärt er implizit dessen Verwendung für zulässig. Auf der Website „heute-lernen.de“ wird hingegen die Frage „Gibt es einen Plural von Feuerwerk?“ verneint.
Mit dem Begriff Feuerwerker werden umgangssprachlich auch Pyrotechniker bezeichnet, die für die Vorbereitung und Durchführung von Feuerwerksdarbietungen zuständig sind. Korrekt ist allerdings nur die Bezeichnung von Munitionsfachkundigen, zu deren Aufgaben die Munitionsräumung (EOD), also das Lokalisieren, Entfernen und Delaborieren (Unschädlichmachen) von Munition gehört, als Feuerwerker. Pyrotechniker sind nicht in der Kampfmittelräumung ausgebildet. Sie sollen die Entstehung von Feuer und Explosionen nicht verhindern, sondern herbeiführen.

## Arten von Feuerwerk
Meyers Konversations-Lexikon unterschied im Jahr 1905 in dem Artikel „Feuerwerkerei (Pyrotechnik)“ zwischen „Kriegsfeuerwerkerei“ einerseits und „Lust- oder Kunstfeuerwerkerei“ andererseits. Zu ersterer gehörte vor allem der Einsatz von Munition für „Kriegsfeuer“. Letztere dienten demnach ausschließlich zivilen Zwecken, vor allem der Auslösung positiver Gefühle durch die Wahrnehmung der Effekte einzelner Feuer wie des Feuerwerks als Ganzes.
Pyrotechnische Effekte umfassen Licht- (Formen, Farben), Geräusch- (Knall, Pfeifen), Rauch- und Wärmeerzeugung sowie künstlichen Nebel.
In der Art der Pyrotechnik unterscheidet man hauptsächlich zwischen Boden- und Höhenfeuerwerk:
- Zum Höhenfeuerwerk (Hochfeuerwerk) zählt man grundsätzlich alle Feuerwerkskörper, deren Effektkörper in die Höhe geschossen werden oder die durch einen Eigenantrieb in die Höhe steigen. Zum Höhenfeuerwerk zählen Feuerwerkskörper wie Bomben, Raketen und viele Feuerwerksbatterien.
- Zum Bodenfeuerwerk gehören fest mit dem Boden verankerte Feuerwerkskörper wie Fontänen, Vulkane, Sonnen, Springbrunnen und Wasserfälle, sowie Lichterbilder und Kometen.
  - Da diese klassische Art zur Zeit des Barocks sehr beliebt war (und heutzutage oft zu Barockmusik abgebrannt wird), nennt man Bodenfeuerwerk häufig auch Barockfeuerwerk.
  - Bengalische Lichterbilder sind eine Sonderform. Sie stellen Schriften, Bilder wie Herzen und Ringe (zu Hochzeiten) oder anderes dar.
- Feuerwerkskörper, die ihre Effekte zwar nach oben in die Luft ausstoßen, aber sich selbst nicht vom Boden lösen, nehmen eine Zwischenstellung zwischen dem Boden- und dem Höhenfeuerwerk ein. Dazu zählen Feuerwerkskörper wie Feuertöpfe und Römische Lichter, Rauch- und Flammeneffekte.
- Werden bei einem Feuerwerk gleichzeitig oder nacheinander feststehende und aufsteigende Feuerwerkskörper abgebrannt, spricht man häufig von einem kombinierten Boden- und Höhenfeuerwerk.

Feuerwerksscherzartikel und Tischfeuerwerk bilden eine besondere Form und werden als Kleinstfeuerwerk bezeichnet.

### Einteilung in Gruppen und Klassen
Die Einteilung in Kategorien erfolgte 2009 in der EU nach dem Umfang der Effektsätze und der davon ausgehenden Gefahren – für die höheren Kategorien, insbesondere Kategorie F4, ist EU-weit eine Ausbildung als Pyrotechniker – für mindere Gefährdungen ein Mindestalter oder Volljährigkeit notwendig. In der EU gibt es folgende Kategorien (angegeben sind auch die ehemaligen Klassifizierungen in Deutschland bis 2009, die teils den heutigen EU-Richtlinien entsprechen):

- Großfeuerwerk (KAT. F4, in Deutschland ehemals Klasse IV): Feuerwerke, die nur von ausgebildeten Pyrotechnikern abgebrannt werden dürfen.

- Mittelfeuerwerk (KAT. F3, in Deutschland ungefähr der damaligen Klasse III entsprechend): Feuerwerkskörper, die in Deutschland nur von Personen mit einer behördlicher Erlaubnis oder von Pyrotechnikern erworben und abgebrannt werden dürfen. Diese sind von begrenztem Ausmaß, insbesondere bezüglich der Steighöhe und der Menge des pyrotechnischen Satzes. In einigen EU-Staaten (s. u.) sind Erwerb und Abbrand auch für Erwachsene ohne pyrotechnische Ausbildung oder spezieller Erlaubnis legal.

- Kleinfeuerwerk (KAT. F2, in Deutschland ehemals Klasse II/PII entsprechend, jedoch fassen die EU-Bestimmungen die Kategorie weiter): Unter diese Kategorie fallen Feuerwerkskörper, die von nicht als Pyrotechniker ausgebildeten Personen erworben und abgebrannt werden dürfen. Die Altersgrenze zum Erwerb von Artikeln dieser Kategorie können die einzelnen Mitgliedsstaaten der EU bestimmen. U. a. in Deutschland ist die Abgabe nur an Personen ab 18 Jahren erlaubt. in manch anderen EU-Mitgliedsstaaten an Personen ab dem vollendeten 16. Lebensjahr. Auch wird diese Kategorie von manchen EU-Mitgliedern eingeschränkt: so dürfen in Deutschland Raketen über 20 g NEM – die EU-Norm begrenzt diese in Kategorie F2 auf 75 g – nur von Personen mit behördlicher Erlaubnis oder ausgebildeten Pyrotechnikern erworben und abgebrannt werden. Gleiches gilt in Deutschland für Bodenknallkörper, die Blitzknallsatz statt Schwarzpulver enthalten.
- Kleinstfeuerwerk (KAT. F1, ehemals ungefähr der Klasse I/PI in Deutschland entsprechend, jedoch sind die Satzmengen der EU-Norm teils höher): Feuerwerksscherzartikel und -spielwaren, Tischfeuerwerk, sogenanntes „Jugendfeuerwerk“: Feuerwerksartikel dieser Kategorie (z. B. Knallerbsen, die meisten Wunderkerzen, kleine Fontänen und Vulkane) sind meist ohne gesetzliche Einschränkung das ganze Jahr erwerb- und verwendbar.

Die genauen rechtlichen Regelungen bzgl. Bedingungen für Abgabe, Besitz und Verwendung sind in den einzelnen EU-Staaten unterschiedlich. So dürfen z. B. in Spanien, Polen, Tschechien, Slowenien und Dänemark auch KAT. F3-Artikel von Volljährigen (ab 18 oder 21 Jahren) erworben und abgebrannt werden, während in Deutschland und Österreich für F3 eine spezielle behördliche Erlaubnis oder eine Befähigung zum Erwerb, Besitz oder Abbrand erforderlich ist.

### Musikfeuerwerk
Feuerwerke, die zur Musik choreografiert werden, nennt man Musikfeuerwerke. Ihre Entwicklung begann mit Feuerwerks-Begleitmusik der Barockzeit, etwa mit Händels Music for the Royal Fireworks HWV 351. Allerdings ist unbekannt, inwieweit die Feuerwerker damals tatsächlich synchron zur Musik geschossen haben. Die Uraufführung von Händels „Music for the Fireworks“ geriet am 21. April 1749 zu einem Fiasko, bei dem Teile der Aufbauten in Brand gerieten.
Heute sind – über eine passende Musikuntermalung weit hinausgehend – mit Hilfe von Zündmaschinen und den Einsatz von Notationssystemen für Feuerwerke schlaggenaue Feuerwerke technisch möglich.

### Weitere Typen
Weitere Typen sind das Seefeuerwerk (das von Flößen oder kleinen Inseln aus geschossen wird), Technisches Feuerwerk, die Feuershow, Film-Spezialeffekte oder die reine Illumination, also Beleuchtung mittels pyrotechnischer Effekte, teils auch Knalleffekte.
Sonderformen:
- Bühnenfeuerwerk ist Feuerwerk, das in unmittelbarer Nähe von Personen zulässig ist
- Theaterfeuerwerk ist speziell für die Benutzung in geschlossenen Räumen vorgesehen

Zusätzlich fallen unter die einschlägigen Regelungen: Rauch- oder nebelerzeugende pyrotechnische Gegenstände, pyrotechnische Signalmittel, Bengalfeuer und Schellackfeuer sowie Böllerpatronen für Böller- oder Salutkanonen. Einen Überblick hierüber gibt der Artikel Pyrotechnischer Gegenstand sowie der Abschnitt Rechtliches.
Das Konfettifeuerwerk ist eine nicht pyrotechnische Vorführung, es wird üblicherweise mit Druckluft geschossen und gilt als Bühneneffekt.
2015 wurde vom japanischen Start-Up-Unternehmen ALE (Astro Live Experiences, gegründet von der Astronomin Lena Okajima) angekündigt, farbige Sternschnuppen künstlich durch Ausstoßen von Kügelchen mit Durchmesser der Größenordnung Zentimeter aus einem Satelliten in 400 bis 500 km hohem meridionalem Erdorbit zu erzeugen. In 60 km Höhe würden die kleinen Körper mit 9 km/s deutlich langsamer als natürliche Sternschnuppen in die bremsende Erdatmosphäre eindringen, entsprechend länger aufglühen und in ihrer Gesamtheit einen Leuchtstreifen ergeben. Nach siebenjähriger Entwicklungszeit wurde von der japanischen Weltraumagentur JAXA am 18. Januar 2019 ein erster Satellit, der nebenher auch Messdaten sammelt, auf eine Umlaufbahn in 500 km Höhe gebracht, 2020 sollten die ersten kosmischen Feuerwerke möglich sein.

## Farben und Erscheinungsformen des Feuerwerks

Vorbereitung eines Brillantfeuerwerks, Burgfest Sayn

Die Farbgebung eines Feuerwerkkörpers ist von Eigenschaften der beigemischten Stoffe abhängig. Die chemischen Elemente, in der Regel Metalle, die für die Farbgebung verantwortlich sind, werden in Form von Metallsalzen beigemischt. Beispiele sind Natriumoxalat für gelb, Bariumnitrat für einen grün, Kupferoxid für einen blauen Farbeffekt und Strontiumnitrat für eine karminrote Färbung.
Die Hitze, die durch die Verbrennung des pyrotechnischen Satzes entsteht, führt unter anderem dazu, dass die Atome der chemischen Elemente angeregt werden. Das bedeutet, dass den äußersten Elektronen der Atome eine spezifische Energiemenge zugeführt wird, wodurch sie auf ein höheres Energieniveau angehoben werden. Diese zusätzliche Energie wird beim Zurückfallen auf das niedrigere Energieniveau in Form von Photonen einer spezifischen Wellenlänge wieder abgegeben, was vom Beobachter dann als farbiges Leuchten wahrgenommen wird. Außer dem bereits genannten sind noch weitere Zusätze zur Farbgebung üblich. Generell bedarf es dabei eines Chlordonators z. B. PVC um kräftige Farben zu erzeugen. Unter Berücksichtigung der chemischen Eigenschaften ist die Mischung der Farbgeber grundsätzlich möglich.
Im Gegensatz zu einer Flamme, die durch Mischungen in fast jeder beliebigen Farbe eingefärbt werden kann, sind Funken in ihrer Farbe stark beschränkt. Bei Funken handelt es sich im Gegensatz zu einer Flamme um heiße Partikel, d. h. feste oder flüssige Objekte. Deren Lichtemission wird von der Schwarzkörperstrahlung definiert und ist von der Temperatur abhängig. Dabei werden nur Farben von rot/orange über gelb/gold zu weiß/silber angenommen. Auf der Basis von Metallen, die in der Gasphase verbrennen, sind auch Funken mit einer intensiv farbigen Gashülle bekannt. Es wurden sogar Funken aus den seltenen Erdmetallen beschrieben, die ihre Farbe im Flug zwischen dem typischen gelbgold und einer ungewöhnlich gefärbten, intensiv grünen oder pinken Phase wechseln. Hierbei findet ein Wechsel zwischen Schwarzkörperstrahlung und elementspezifischer Emission in der Gasphase statt.
Die Art der Funken (z. B. Sterne und Regen) wird sowohl durch die chemische Zusammensetzung als auch die Größe der verbrennenden Stoffteilchen bestimmt. Dabei führt zum Beispiel Aluminium zur Erzeugung von Sternen, während reines Magnesium besondere weiße Leuchteffekte erzeugt.
| erzeugte Farbe | benötigtes Element                                           |
| -------------- | ------------------------------------------------------------ |
| Rot            | Strontium (dunkelrot), Calcium (orange), Lithium (karminrot) |
| Gelb           | Natrium                                                      |
| Grün           | Barium (gelb-grün), Kupfer (smaragdgrün)                     |
| Blau           | Kupfer (azurblau)                                            |
| Violett        | Kalium, Mischung aus Strontium und Kupfer                    |
| Purpur         | Mischung aus Strontium und Kupfer                            |
| Weiß; Silber   | Magnesium, Aluminium, Titan                                  |
| Gold           | Eisen, Kohlenstoff, Titan                                    |

## Feuerwerk in Geschichte und Gegenwart

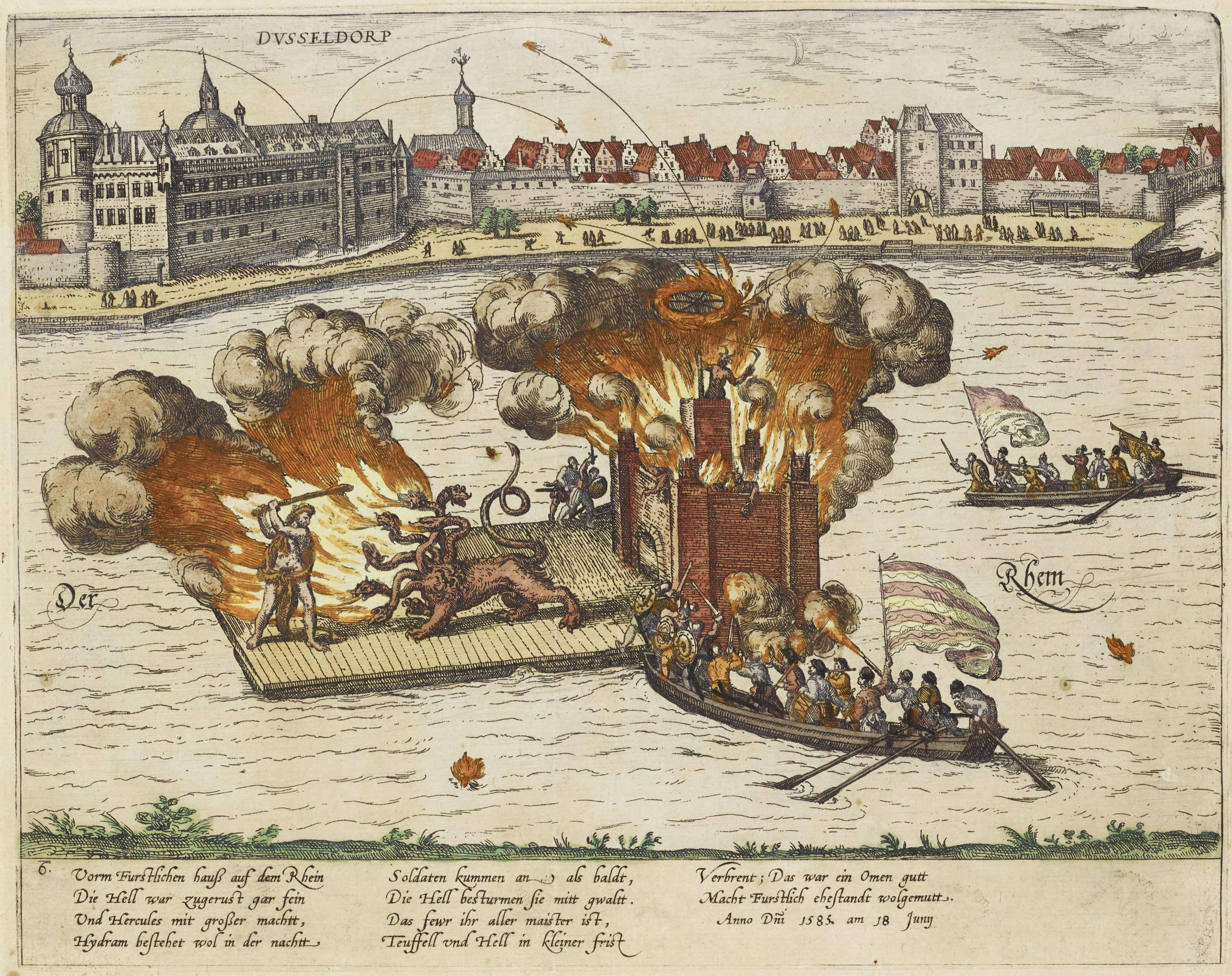
Die Taten des Herkules, Aufführung mit Feuerwerk auf dem Rhein vor Düsseldorf anlässlich der Hochzeit Johann Wilhelms von Jülich-Kleve-Berg mit Jakobe von Baden-Baden im Jahr 1585, Kupferstich von Frans Hogenberg

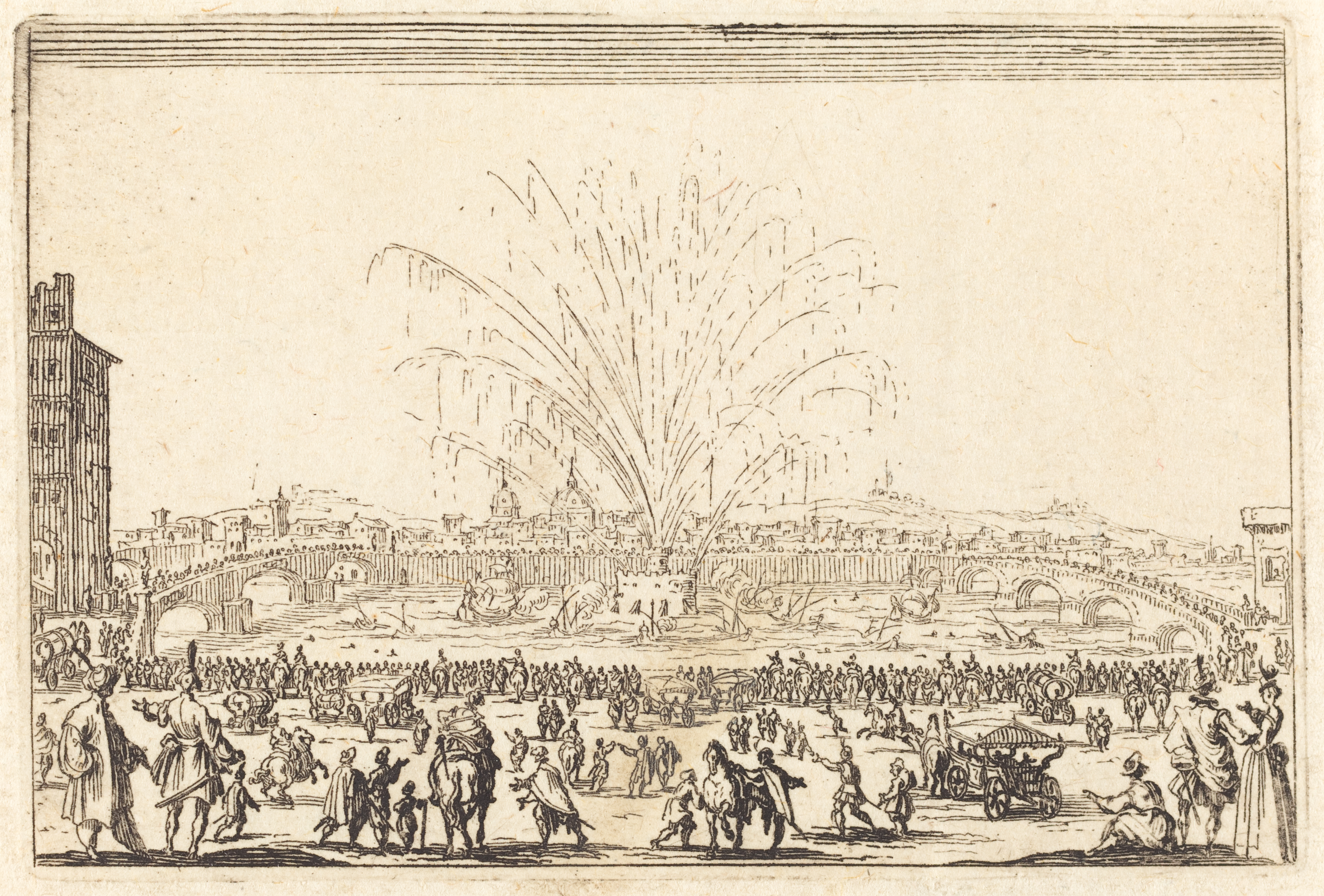
Le feu d’Artifice sur l’Arno
Stich von Jacques Callot, 17. Jahrhundert

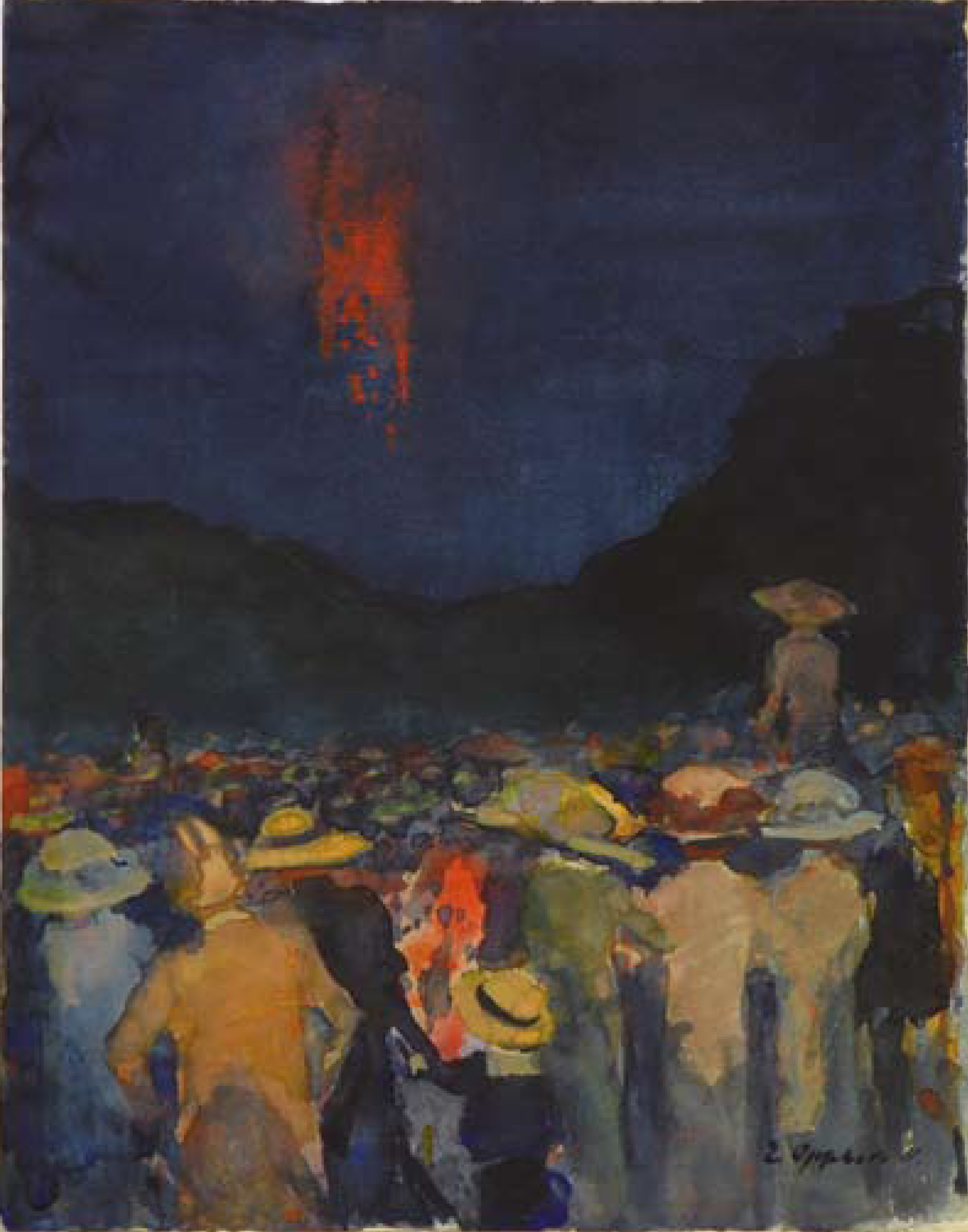
Feuerwerk, Aquarell von Ernst Oppler, 1911

Die ersten „Lust- oder Kunstfeuerwerke“ gab es wahrscheinlich in China während der Song-Dynastie (960–1270). Sie zeichneten sich nicht durch Licht-, sondern durch Knalleffekte aus. Die chinesische Bezeichnung für Feuerwerk ist 煙花 / 烟花,  yānhuā – „Rauchblume“ oder 煙火 / 烟火,  yānhuǒ – „Rauchfeuer“. Zur Kunstform wurde das Feuerwerk insbesondere in Japan weiterentwickelt und heißt dort hanabi (jap. 花火, wörtlich „Blumenfeuer“).
Im Westen entwickelte sich im späten 14. Jahrhundert in Italien (erste Nennung in Vicenza, 1379) aus dem Gebrauch des Schwarzpulvers eine eigenständige Feuerwerkskunst (ausgeführt von Büchsenmeistern), die sich dann in ganz Europa verbreitete, seit der frühen Neuzeit – wichtige Namen hierzu waren Amédée-François Frézier (1682–1773) und Perrinet d’Orval – der höfischen Repräsentation dienten und im Barock zu einer eigenen Art von Veranstaltung weiterentwickelt wurde. Hierbei stand immer der politische, repräsentative Charakter im Vordergrund.
Im 20. und 21. Jahrhundert werden in Amerika und Europa Feuerwerke vor allem zu Neujahr abgefeuert. Zusätzlich werden Feuerwerke zu länderspezifischen Feiertagen wie dem amerikanischen Unabhängigkeitstag, dem österreichischen oder schweizerischen Nationalfeiertag und Massenveranstaltungen (große Sportereignisse, Kirmes, Musikfestivals etc.) gezündet. In Asien werden Feuerwerke üblicherweise im Sommer abgefeuert. In südeuropäischen Ländern wird besonders zu Ostern Feuerwerk abgebrannt.
Weltberühmt sind die Fallas im März in Valencia (Spanien) mit lautstarken Tageslichtfeuerwerken (Mascletà), die gewaltigen Feuerwerke in Las Vegas, die erwähnten Hanabis in Japan, im deutschsprachigen Raum etwa Rhein in Flammen, Kölner Lichter, das Feuerwerk des Donauinselfests oder das Feuerwerk zum Züri Fäscht mit jeweils bis zu zwei Millionen Zuschauern.

## Gesellschaftliche und politische Funktionen von Feuerwerk
Die Hauptfunktion von Feuerwerken fasste der Soziologe Sacha Szabo 2017 mit den Worten zusammen: „Das Feuerwerk hat seinen ersten großen Höhepunkt im europäischen Barock gefeiert. Es war vor allem ein adliges Vergnügen und die damalige Wirtschaftsweise war darauf ausgerichtet, dem Herrscher die Mittel zu beschaffen, damit dieser sie bei seiner Prachtentfaltung verschwenden kann. Je prächtiger die höfischen Feste waren, desto mächtiger war der Souverän. Und heute, wo das Volk der Souverän ist, feiert es sich selbst. Deshalb sind Feuerwerke immer auch eine politische Demonstration von Selbstbewusstsein.“
Szabo zufolge ist ein Freund von Feuerwerken ein Mensch, der Geld für ein Feuerwerk ausgibt, jemand, der „nicht nutzenoptimiert handelt, sondern dieses rationale Denken überwinden kann. Es ist Zeichen seines freien Willens, das Geld, das er mühsam erarbeitet hat, zu verschwenden. Der Mensch zeigt, dass er um die Vergänglichkeit der irdischen Werte weiß.“
Der Vorwurf der „Geldverschwendung“ wird von einem anderen Typus erhoben. Stark verbreitet ist die Ablehnung von Luxus bei Vertretern der „protestantischen Ethik“ im Sinne Max Webers. In dem bekannten Slogan: „Brot statt Böller“ komme exemplarisch die Vorstellung zum Ausdruck, dass es unmoralisch sei, Geld für „nutzlose“, „sinnlose“ Vergnügungen statt (hier:) für die Verbesserung der Lage Hungernder auszugeben.
Der Soziologe Felix Rausch weist darauf hin, dass Feuerwerke für viele „einfach nur schön, ganz Selbstzweck“ seien. Einige bäumten sich „gegen das Rationale [auf], das heutige Gesellschaften durchzieht“, indem sie Verbote des Einsatzes von Böllern und Feuerwerk ignorierten. Rausch gibt zu bedenken, dass in jeder ihm bekannten Region der Erde sich mindestens einmal im Jahr Menschen der Ekstase hingäben, „sei es zu Karneval, religiösen Festen oder eben zu Silvester. Solche geframten Momente der Ekstase sind wichtig, etwa als Ventil für Zwänge, denen wir im Alltag unterliegen. In vielen Regionen weltweit sind diese Momente mit Feuerwerk verbunden […]. Diese regelmäßigen und noch immer relativ kontrollierten Momente sind sinnvoll.“
Viele Feuerwerksdarbietungen werden von ihren Veranstaltern als „Spektakel“ vermarktet (z. B. die Veranstaltungsreihe „Rhein in Flammen“ oder das „Feuerwerksspektakel von Elche“). Kunstinteressierten im Publikum bieten vor allem Wettbewerbe von Pyrotechnikern eine Gewähr für die Qualität der Darbietungen. International renommierte Wettbewerbe sind u. a. das auch als „Feuerwerksolympiade“ bekannte, seit 1985 veranstaltete Montreal Fireworks Festival L’International des Feux Loto-Québec, das seit 2006 stattfindende Berliner Feuerwerk-World-Championat Pyronale und das internationale Pyrotechnik Festival 'Le Festival d’Art Pyrotechnique' in Cannes. In Hannover treten alljährlich an fünf Tagen zwischen Mai und September bei dem Internationalen Feuerwerkswettbewerb fünf Pyrotechniker-Mannschaften an. Eine Jury bewertet unter anderem die handwerkliche Realisierung, die Fehlerfreiheit, die Qualität, die Vielfalt der Elemente und die Synchronität des Feuerwerks mit der Musik.

## Feuerwerk als Kunstform
Pyrotechniker gehören in Deutschland nach dem Künstlersozialversicherungsgesetz nicht zum Kreis der „Künstler“. § 2 Satz 1 KSVG lautet: „Künstler im Sinne dieses Gesetzes ist, wer Musik, darstellende oder bildende Kunst schafft, ausübt oder lehrt.“
Der deutsche „Bundesverband für Pyrotechnik und Kunstfeuerwerk“ setzt sich dafür ein, dass allgemein anerkannt werde, dass Feuerwerk nicht nur ein „Bestandteil von Festkultur“ sei, sondern dass Feuerwerk selbst ein „wertvolles und schützenswertes Kulturgut“ darstelle. Feuerwerk müsse deshalb als „Kulturgut und künstlerische Praxis“ anerkannt werden. Konkret strebt der BVPK eine Anerkennung von Feuerwerk als „immaterielles Kulturgut“ durch die UNESCO an. In einem ersten Schritt müssten Behörden laut BVPK dazu gebracht werden, Feuerwerke als „Kulturveranstaltungen“ einzuordnen.
Es ist im Prinzip möglich, den Kunstbegriff auf Formen der künstlerischen Kommunikation mit Hilfe von künstlich erzeugtem Licht durch allgemeinverbindliche Begriffsdefinitionen auszudehnen. So hat sich etwa der Begriff Lichtkunst etabliert, dessen Verfechter daran interessiert sind, ihre Kunst von Werken mit einem „profanen Zeichencharakter“ sowie kommerzieller Leuchtreklame abzugrenzen, die nicht den Rahmen konventionellen Designs sprengt. Eine solche Erweiterung des Kunstbegriffs findet z. B. bei der Verwendung des Begriffs Lichtskulptur statt. Ein derartig kategorisierender Umgang mit dem Begriff „Kunst“ geht bei denen, die sich als „Feuerwerkskünstler“ verstehen, über Ansätze noch nicht hinaus.
In Deutschland bestimmt Art. 5 Abs. 3 Satz 1 GG: „Kunst und Wissenschaft, Forschung und Lehre sind frei.“ Juristen unterscheiden zwischen zwei Formen der Kunstfreiheit: der Freiheit des Werkbereichs und der Freiheit des Wirkbereichs: Künstler dürfen Werke herstellen (Werkbereich) und sie der Öffentlichkeit präsentieren (Wirkbereich). Eine Möglichkeit, die Kunstfreiheit durch einfaches Recht zu beschränken, sieht Art. 5 Abs. 3 GG nicht vor. Würden Feuerwerke, wie vom BVPK gefordert, als „Kunstwerke“ anerkannt, müsste die Bestimmung des Art. 5 Abs. 3 GG auf diese Kunstgattung angewendet werden. Ein umfassendes Verbot von Feuerwerk in Deutschland wäre dann wegen der Freiheit der Kunstausübung verfassungswidrig. Höchstrichterliche Urteile zu der Frage, ob Art. 5 Abs. 3 GG auch auf (bestimmte Arten von) Feuerwerk angewendet werden dürfe und müsse, gibt es in Deutschland zurzeit nicht.
Ähnlich kann auch in der Schweiz und in Österreich argumentiert werden: Art. 21 der Bundesverfassung der Schweizerischen Eidgenossenschaft lautet: „Die Freiheit der Kunst ist gewährleistet.“ In Art. 17a des österreichischen Staatsgrundgesetzes über die allgemeinen Rechte der Staatsbürger ist zu lesen: „Das künstlerische Schaffen, die Vermittlung von Kunst sowie deren Lehre sind frei.“
Feuerwerk-Lobbyisten und Freunde von Feuerwerken berufen sich oft auf das Theodor W. Adorno zugeschriebene Zitat: „Das Feuerwerk ist die perfekteste Form der Kunst, da sich das Bild im Moment seiner höchsten Vollendung dem Betrachter wieder entzieht.“ Gerald Krieghofer weist allerdings nach, dass es sich bei dieser angeblichen Aussage Adornos wahrscheinlich um einen Fake handelt. Tatsächlich zitiert Adorno in seiner Schrift Ästhetische Theorie in zustimmender Absicht die Aussage Ernst Schoens, der von der „unübertrefflichen noblesse des Feuerwerks“ spricht, „das als einzige Konzeptmusik nicht dauern wolle, sondern einen Augenblick lang strahlen und verpuffen.“ „[U]m seiner Flüchtigkeit willen und als leere Unterhaltung“ sei allerdings – so Adorno in den 1960er Jahren – das Feuerwerk als Gattung „kaum des theoretischen Blicks gewürdigt“ worden.
Das Max-Planck-Institut für empirische Ästhetik in Frankfurt/Main beauftragte 2020 die deutsche Medienkünstlerin und Theaterwissenschaftlerin Lea Letzel mit der Erforschung von Notationssystemen als „Artist-in-Residence“. Letzel beschäftigte sich intensiv mit den Arbeiten des japanischen Chemikers und Pyrotechnikers Takeo Shimizu ab 1965. Dieser wollte die Aufführungen von Feuerwerken planbar, aber auch archivierbar machen und spielte bewusst mit der Wesensnähe von Musik und Feuerwerk: Beide sind flüchtig und im Moment ihres Entstehens schon wieder vergangen. Beide sind zeitbasiert und behandeln Fragen von Rhythmus und Raum. Shimuzu entwickelte um 1965 ein Notationssystem für Feuerwerkskörper, das auf konventioneller Musiknotation basiert. In der Musik enthalten z. B. Partituren Handlungsanweisungen an Dirigenten und Orchestermusiker. Pyrotechniker sprechen bei der Planung eines Feuerwerks, genau wie Musikschaffende, von Komposition; die Effekte bezeichnen sie als Instrumente. In Shimuzus Notation machen Kreise oder kleine Sternchen neben den Notenköpfen die unterschiedlichen Farben unterscheidbar oder bestimmen die Effektart. Die Größe der Feuerwerksbomben wird über die Positionierung der Noten auf den Notenlinien bestimmt. Je höher die Note, desto lauter ihr akustisches Signal. Bei Musikfeuerwerken können die Notationssysteme des Feuerwerks und der Musik durch Shimuzus Innovation so miteinander verbunden werden, dass das Feuerwerk und die dazu passende Musik harmonisch miteinander verknüpft sind.

## Gefahren durch Feuerwerk

### Brandgefahren
Brandgefahren gehen von nicht ausreichendem Sicherheitsabstand zu gefährdeten Objekten (z. B. Gebäude, landwirtschaftliche Einrichtungen, Lagertanks mit flüssigen oder gasförmigen Brennstoffen) aus. Wird die Flugrichtung von Raketen so gewählt, dass sie in Häuser oder auf leicht brennbares Material fliegen, können Brände entstehen. Durch das Bündeln von Raketen werden durch ungleiche Zündungen Kursabweichungen entstehen, die unbeabsichtigt brennbare Ziele treffen können. Wegen der extremen Waldbrandgefahr während der Rekordhitze im Sommer 2022 wurden in französischen Kommunen mit einem hohen Flächenanteil des Waldes Feuerwerke generell verboten.

### Umweltbelastungen

#### Feinstaubbelastung
Laut früherer Veröffentlichungen des Umweltbundesamtes in der Version von 2018 werden in Deutschland durch Feuerwerkskörper jährlich ca. 4500 Tonnen Feinstaub freigesetzt, ein Großteil davon in der Silvesternacht. Dies entsprach laut Schätzungen für das Jahr 2016 ca. 15,5 % der Menge, die durch den Auto- und LKW-Verkehr während des gesamten Jahres verursacht wurde. Die Schätzungen der durch pyrotechnische Artikel freigesetzten Feinstaubmengen des Umweltbundesamtes variieren allerdings zwischen 4000 und 5000 Tonnen Feinstaub, ohne dass, nach Angaben des Verbandes der pyrotechnischen Industrie (VPI), in diesem Zeitraum signifikante Änderungen beim Umsatz von pyrotechnischen Artikeln zu verzeichnen waren.
In München registrierte die Überwachungsstation in der Prinzregentenstraße zum Jahreswechsel 2009/2010 eine Stunde nach Mitternacht eine Feinstaubbelastung von 1138 Mikrogramm pro Kubikmeter Luft. Tagsüber lag der Wert bei 17 Mikrogramm. Das Umweltbundesamt aus Dessau berichtet 2007 von Feinstaubkonzentrationen, die bis zu 4000 Mikrogramm Feinstaub in einem Kubikmeter Luft enthalten können. In einem Bonner Wohngebiet wurden Silvester 2007/2008 kurz vor Mitternacht Werte von über 140.000 Mikrogramm gemessen. Verglichen mit der ansonsten ortstypischen Feinstaubkonzentration von ca. 22 Mikrogramm entsprach dieses Messergebnis dem 6300-fachen Wert. Zum Jahreswechsel 2017/2018 wurde der gemessene Höchstwert in Fürth mit 1330 µg/m³ erreicht. Damit wurde bereits am ersten Tag des Jahres einer von insgesamt 35 zulässigen Überschreitungstagen erreicht. Der Grenzwert für Feinstaub wurde EU-weit auf 50 Mikrogramm pro Kubikmeter Luft als Tagesmittelwert festgelegt.
In einer Gesamtbetrachtung über die Staubbelastung durch Verkehr, Industrie, Landwirtschaft und weitere Sektoren werden pro Jahr in Deutschland rund 220.000 Tonnen PM10-Feinstaub emittiert. Der Anteil des durch Feuerwerk freigesetzten Feinstaubs beträgt also auf der Basis der aktuellen Schätzungen des Bundesumweltamtes rund zwei Prozent. In der Schweiz liegt der Anteil an der jährlichen Gesamtbelastung bei rund ein bis zwei Prozent.
Auf Grund der Verbreitung von Feinstaub durch Feuerwerke wird teilweise ein generelles, auch Silvester einschließendes Verbot privater Feuerwerke und des Verkaufs von Feuerwerkskörpern gefordert; so hat die Landesdelegiertenkonferenz von Bündnis 90/Die Grünen in Berlin eine entsprechende Forderung für Berlin am 6. April 2019 beschlossen.
An Neujahr 2019 wurde „lediglich an 18 der bundesweit mehr als 300 Messstationen… der zulässige Tagesmittelwert von 50 Mikrogramm pro Kubikmeter (für Feinstaub) überschritten“, was fünf Messstationen mehr als 2018 bedeutet. In der Stunde nach Mitternacht wurde der höchste Feinstaub-Wert in Berlin-Friedrichshain mit 853 Mikrogramm gemessen. Die Gesamtmenge an Feinstaub, die durch Feuerwerk an Silvester freigesetzt wird, beträgt etwa ein Siebtel der Menge, die der gesamte Autoverkehr pro Jahr verursacht.
Laut einer neuen Studie im Auftrag des Verbandes der pyrotechnischen Industrie, in die auch das Umweltbundesamt einbezogen war, und die sich auf konkrete Messergebnisse im Labor stützt, setzt Feuerwerk wesentlich weniger Feinstaub frei, als bisher u. a. vom Bundesumweltamt geschätzt wurde. Demnach verursachte das Feuerwerk Silvester 2019 „etwa 1477 Tonnen Feinstaub in Deutschland“, statt der bisher geschätzten 4000 – 5000 Tonnen. Gemäß der aktuellen (Dezember 2020) Veröffentlichung des Bundesumweltamtes betragen die durch Feuerwerk im Laufe eines Jahres freigesetzten Feinstaubimmissionen ca. 2050 Tonnen, von denen „rund 75%… in der Silvesternacht“ entstehen.
Laut Max-Planck-Institut für Bildungsforschung wurden die Gefahren durch Feinstaubimmissionen zur Jahreswende durch Feuerwerkskörper bereits 2017 „von der Presse stark übertrieben.“

#### Schwermetallbelastung
Bei Feuerwerken werden zur Farbgebung der Flammen häufig verschiedene Metalle bzw. deren Verbindungen wie Barium, Kupfer, Strontium, früher sogar Blei verwendet, die anschließend in der Umwelt nachweisbar sind. In Deutschland ist die Verwendung von elementaren Metallen in Pyrotechnik verboten.

#### Belastungen von Böden und Gewässern
Das Schweizer Bundesamt für Umwelt (BAFU) wies 2014 darauf hin, dass an Standorten, an denen es regelmäßig Feuerwerksdarbietungen gebe, erhöhte Einträge von Perchlorat in die Böden nachweisbar seien. Feuerwerksbedingte Elementeinträge in Böden bewertet das Amt „nicht als kritisch“.

#### CO2-Belastung
Beim Verbrauch von einer Tonne Feuerwerk werden etwa 43 Kilogramm Kohlenstoffdioxid (CO2) freigesetzt.

### Hörschäden
Durch laute Explosionen von Feuerwerkskörpern können, bei Verwendung illegaler Feuerwerkskörper oder Nichteinhalten der gesetzlich vorgeschriebenen Mindestabstände (bei Kategorie F2-Artikeln 8 m), Hörschäden entstehen.

### Stress, Flucht- und Vermeidungsverhalten bei Tieren
Stress und der Wunsch, zu fliehen oder (vermeintlich) „gefährliches“ Verhalten zu vermeiden, ist generell bei Tieren zu beachten, die den akustischen und optischen Reizen eines Feuerwerks ausgesetzt sind.
Das Max-Planck-Institut für Verhaltensbiologie erforschte gemeinsam mit dem Niederländischen Instituts für Ökologie das Fluchtverhalten von Gänsen im Zusammenhang mit Silvesterfeuerwerk. Für eine Langzeitstudie wurden 347 Gänse in Deutschland, Dänemark und den Niederlanden mit GPS-Sendern ausgestattet, um zu beobachten, wie die Tiere ihre Position verändern. Anhand der Bewegungsdaten wurde nachgewiesen, dass die untersuchten Bläss-, Weißwangen-, Kurzschnabel und Waldsaatgänse in der Silvesternacht ihre Schlafgewässer verließen und Gebiete mit geringer menschlicher Populationsdichte aufsuchten. Die Tiere verkürzten ihre Nachtruhe dabei im Schnitt um zwei Stunden und flogen bis zu 500 Kilometer am Stück, was ohne Feuerwerk nicht vorkommt. Solche Distanzen legen die Gänse sonst nur während des Vogelzuges zurück. Forscher schlugen daher ein Verbot von Feuerwerk in der Nähe von Nationalparks und Vogelschutzgebieten vor, um den Tieren sichere Rückzugsräume zu garantieren.

### Trigger bei Menschen, die durch Kriegserlebnisse traumatisiert sind
Insbesondere der bei Feuerwerken ausgelöste Lärm kann bei Menschen, die persönlich Beschießungen, Bombardements u. ä. Kriegshandlungen erlebt haben, einen Trigger-Effekt auslösen. Davon sind nicht nur bis 1945 Geborene betroffen, sondern auch jüngere Kriegsflüchtlinge, die in „sicheren Ländern“ Schutz suchen. Das Schweizerische Rote Kreuz berichtet von Geflüchteten, die in ihrer Heimat noch nie ein Feuerwerk erlebt hätten und deshalb extrem auf vermeintliche Kriegshandlungen reagierten.

### Historische Unglücke durch Brände und Explosionen in Zusammenhang mit Pyrotechnik
Bei zumeist vorschriftswidriger Handhabung und Missbrauch von Feuerwerkskörpern oder bei Produktion, Lagerung oder Handel in Staaten mit oft (damals noch) unzureichenden Gefahrgutbestimmungen kam es in der Vergangenheit wiederholt zu Unglücken mit bis zu hunderten Toten.

#### Unglücke in Fabriken zur Herstellung von Feuerwerkskörpern
- 18. Dezember 1941: Explosion in der Feuerwerksfabrik Hamberger, Oberried am Brienzersee. 12 Tote.[66]
- 30. Juni 1959: Explosion in der Feuerwerksfabrik Hamberger, Oberried am Brienzersee. 10 Tote.[66]
- 13. Mai 2000: Explosion der Feuerwerksfabrik von Enschede, Niederlande. 23 Tote.
- 3. November 2004: Kolding, Dänemark, Explosion in der Feuerwerksfabrik von Seest. Fast 300 Tonnen Feuerwerkskörper explodieren durch einen Unfall, ein Feuerwehrmann wird getötet.[67]
- 4. September 2013: Explosion in der Feuerwerksfabrik Hamberger, Oberried am Brienzersee.[66] 2 Tote.[68]
- Am 17. November 2014 kommt es in Kapfenstein, Südoststeiermark, bei der rechtswidrigen, grob fahrlässigen Herstellung von Böllern zu einer starken Explosion, die zwei Menschen, die Produzenten, tötet.[69][70]

#### Unglücke bei der Lagerung
- 31. Dezember 2002: Auf einem Markt in Veracruz kommt es zu einer Explosion von Feuerwerkskörpern, mindestens 28 Menschen kommen ums Leben.[71]
- 4. Februar 2003: Sialkot, Pakistan, Explosion von in ISO-Containern gelagerten Feuerwerkskörpern, 17 Menschen sterben, darunter zwei Kinder einer anliegenden Schule.[72]
- 10. April 2016, Explosionskatastrophe von Paravur, Indien: Großfeuerwerkskörper in einem behördlich nicht weisungsgemäß errichteten Lager explodieren, nachdem im oder um den Devi-Hindutempel Besucher Feuerwerkskörper oder brennende Gegenstände zündeten. Es gab 106 Tote.
- 20. Dezember 2016: Brand des größten Marktes für Pyrotechnik San Pablito, eine besondere Verwaltungszone in Mexico, bei Tultepec – 33 Tote[73] – Am Markt bei Tultepec kam es in den letzten 20 Jahren mindestens zu 8 Explosionsunglücken: 1997 (3 Tote), 1998 (12 Tote), 1999 (1 Todesopfer), 15. September 2005 (128 Verletzte),[74] 2006 (Markt zerstört), 2007 (Markt zerstört), 2010 (3 Tote) und 2012 (1 Todesopfer).[75]

#### Unglücke bei der Anwendung durch nicht im Umgang mit Pyrotechnik zertifizierte Personen
- 1. Januar 1998: Eine von einem Nachbarn abgeschossene Signalkugel landet versehentlich auf einer Plexiglaskuppel der Zentrale der Volksbank Wels. Das Gebäude brennt aus und muss abgerissen werden. 150 Mio. ATS (rd. 11 Mio. Euro) Sachschaden.[76]
- 29. Dezember 2001, Lima, Peru, das Vorführen eines Feuerwerkskörpers löst einen Brand in einem Einkaufszentrum und benachbarten Wohnungen aus. 282 Tote.[77]
- 1. Januar 2011: Mehrere Feuerwerksraketen schlagen in der Silvesternacht 2010/2011 durch ein Chorfenster der Citykirche St. Nikolaus in Aachen in das Kirchenschiff ein und setzen den Hochaltar in Brand. Es entsteht ein Sachschaden in Höhe von mehreren Millionen Euro.
- 30. Okt. 2015. Die Brandkatastrophe in Bukarest, Rumänien, wurde durch ein ungenehmigtes Feuerwerk während eines Konzerts im mit mindestens 300 Personen stark überfüllten Club Colectiv, in dem nur 80 Personen zugelassen waren, ausgelöst. Es gab infolge der Rauchentwicklung und der Massenpanik 64 Tote.[78] Von den 64 Todesopfern starben allerdings mindestens 13 in Krankenhäusern wegen multiresistenter Keime aufgrund verdünnter Desinfektionsmittel.[79]

#### Unglücke bei professionellen Feuerwerksveranstaltungen
- 27. April 1749: Im Londoner Hyde Park setzte ein Feuerwerk die hölzerne Kulisse in Brand, 3 Menschen starben.[80]
- 30. Mai 1770: Bei einem Feuerwerk, welches als Abschluss der zweiwöchigen Hochzeitsfestivitäten von Marie-Antoinette von Österreich-Lothringen und dem späteren französischen König Ludwig XVI. geplant war, schossen einige Raketen quer; bei der in Folge auftretenden Massenpanik starben über 130 Menschen.[81]
- 18. Juli 2025: Beim Feuerwerk der Düsseldorfer Rheinkirmes werden 19 Personen verletzt (4 davon schwer) nachdem ein Feuerwerkskörper in Höhe der Zuschauer explodierte.

## Rechtliches

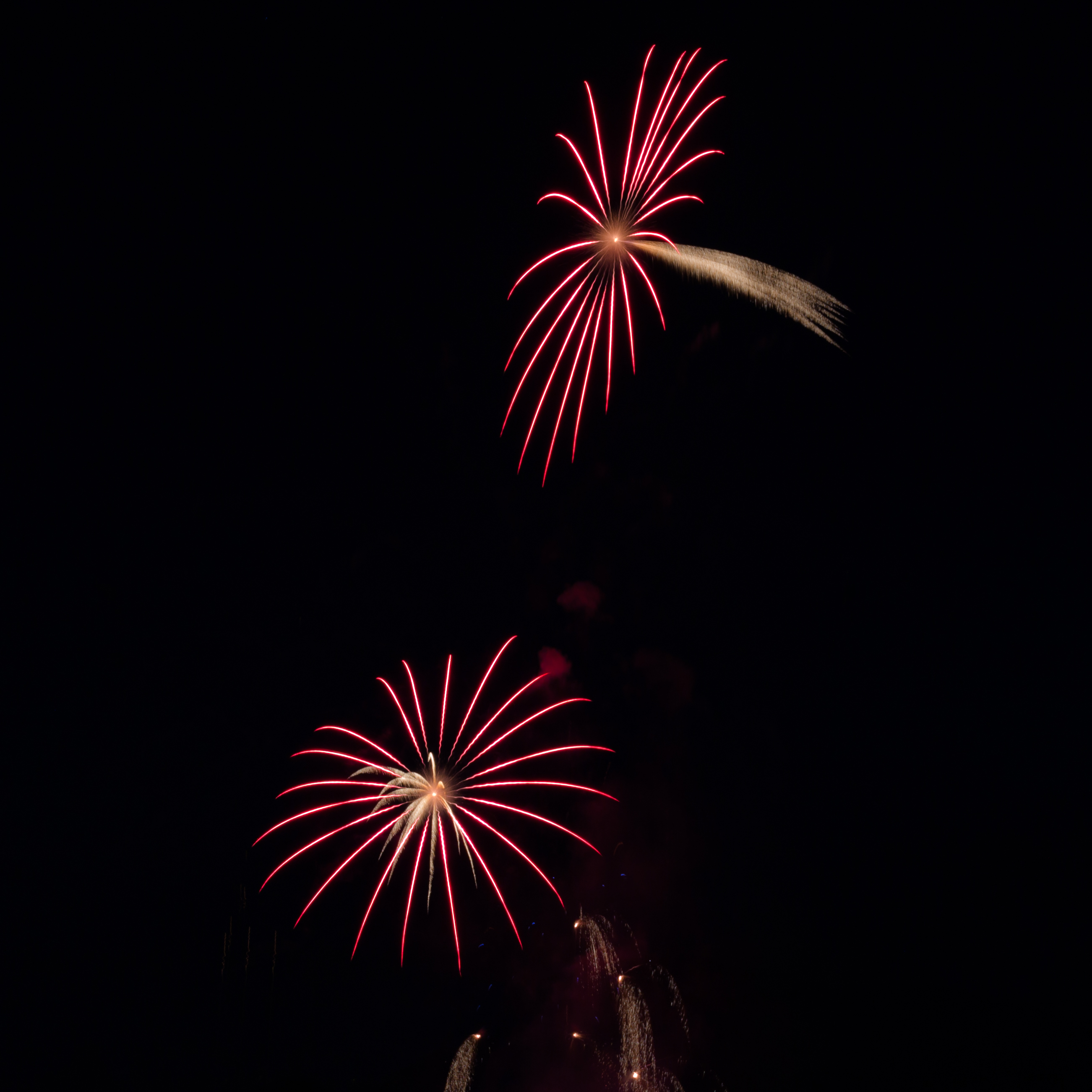
2-dimensionale Rosetten

Dieser Abschnitt behandelt ausschließlich die Rechtslage in Bezug auf Feuerwerke. Weiteren Informationen zu gesetzlichen Regelungen siehe: Pyrotechnik (Einteilung in Gefahrenklassen), ADR (Transport), Pyrotechniker (Berufsbild).

### Allgemeine rechtliche Regelungen
Während Einzeleffekte und kleinere Feuerwerke der Kategorien F1 und F2 in Deutschland auch von Privatpersonen gezündet werden dürfen, dürfen Großfeuerwerke der Kategorien F4 ausschließlich von ausgebildeten Pyrotechnikern im Rahmen behördlich genehmigter Veranstaltungen geschossen werden. Beim Abbrand aller pyrotechnischen Artikel gelten Vorschriften und besondere Sicherheitsmaßnahmen.
Die Zunahme von Feuerwerken zu vielfältigsten Anlässen und die daraus resultierenden Ruhestörungen und Unfälle sowie Bedenken des Umweltschutzes haben zunehmend eine kritische Sicht auf Pyrotechnik zur Folge und führen zu verschärften gesetzlichen Regelungen. Als besonderes Problem erweist sich hierbei die Verfügbarkeit von Artikeln im Internet: Der Gesetzgeber nimmt nur das geschulte Fachpersonal bei der Abgabe in die Pflicht (Altersbeschränkungen, Feuerwerksbewilligungen, Befähigungsnachweise), das illegale Abbrennen ist dann kaum mehr zu kontrollieren. Im Jahr 2011 wurden 37.040 Tonnen Feuerwerkskörper nach Deutschland importiert und 3460 Tonnen exportiert. Von 2005 bis 2015 stiegen die Ausgaben in Deutschland für das Silvester-Feuerwerk von 96 Millionen Euro auf 129 Millionen Euro.
Der Einsatz von Pyrotechnik in Fußballstadien durch Spielbesucher ist im Prinzip europaweit verboten. Es gibt jedoch in einzelnen Ländern Projekte, Fußballfans unter strengen Auflagen und unter Aufsicht von Pyrotechnikern den Einsatz „kalter Pyrotechnik“ in Stadien zu erlauben.

### Nationale Rechtslage

#### Deutschland

##### Deutschland (Gegenwart)
Erwerb und Abbrand pyrotechnischer Artikel der Kategorie F2 ist in der Bundesrepublik Deutschland ausschließlich Personen ab 18 Jahren erlaubt. Artikel der Kategorie F1 dürfen dagegen bereits an Personen ab 12 Jahren abgegeben und von diesen verwendet werden. Von volljährigen Privatpersonen dürfen am 31. Dezember und am 1. Januar nur Kategorie F1- und F2-Artikel nach § 23 Abs. 2 der Ersten Verordnung zum Sprengstoffgesetz (1. SprengV) eingesetzt werden.
Für den Einsatz an anderen Tagen benötigen Privatpersonen für die Zündung von Feuerwerkskörpern eine Ausnahmegenehmigung der örtlich zuständigen Behörde (§ 23 1. SprengV), die nur für besondere Anlässe und bei Nachweis eines geeigneten Abbrennplatzes erteilt wird. Diese Genehmigungen beziehen sich auf ein Zeitfenster, d. h. das Feuerwerk darf nicht vor einer bestimmten Uhrzeit begonnen werden und muss spätestens zu einer bestimmten Uhrzeit enden. Einen Rechtsanspruch auf die Erteilung einer Genehmigung durch die zuständige Kommunalverwaltung gibt es nicht. Wenn das Feuerwerk nicht auf dem eigenen Grundstück abgebrannt werden soll, benötigt der Antragsteller ein schriftliches Einverständnis des Grundstückeigentümers.
Der Verkauf von Feuerwerkskörpern der Kategorie F2 an Privatpersonen ist nur an den letzten drei Werktagen des Jahres erlaubt, in der Regel vom 29. bis 31. Dezember. Fällt der 29. Dezember auf einen Freitag, Samstag oder Sonntag, ist der Verkauf bereits ab dem 28. Dezember gestattet. An Privatpersonen mit einer Ausnahmegenehmigung gemäß § 24 Abs. 1 der 1. Verordnung zum Sprengstoffgesetz – gewöhnlich im Rahmen einer Genehmigung zum Abbrand eines Kat.-F2-Feuerwerks zu einem besonderen Anlass – darf auch außerhalb der oben genannten Zeiten Feuerwerk der Kategorie F2 verkauft werden.
Die Einfuhr von zugelassenen Feuerwerkskörpern der Kategorien F1 und F2 ist ganzjährig zulässig. Feuerwerkskörper der Kategorie F2 dürfen jedoch nur von Personen über 18 Jahren eingeführt werden. Bei der Einfuhr aus einem anderen Mitgliedsland der EU ist keine zollrechtliche Anmeldung erforderlich. Das Verbringen von Feuerwerkskörpern aus dem Ausland durch Privatpersonen ist, mit Ausnahme von Kategorie F1- und F2-Artikeln mit gültiger CE-Nummer, in Deutschland seit 2005 eine Straftat.
Städte und Gemeinden können das Zünden von pyrotechnischen Gegenständen der Kategorie F2 mit ausschließlicher Knallwirkung für diese 48 Stunden zeitlich oder aus Brandschutzgründen räumlich noch weiter einschränken beziehungsweise generell unterbinden (§ 24 1. SprengV). Gemäß § 23 Abs. 1 1. SprengV ist das Abbrennen pyrotechnischer Gegenstände in unmittelbarer Nähe von Kirchen, Krankenhäusern, Kinder- und Altersheimen sowie besonders brandempfindlichen Gebäuden oder Anlagen verboten. Zuvor wurden explizit Reet- und Fachwerkhäuser genannt, was nach Erfahrungen aus der Anwendung der Vorschrift durch die zuständigen Behörden in die Bezeichnung „besonders brandempfindliche Gebäude oder Anlagen“ geändert wurde. Die alleinige Zuordnung eines Hauses zum Typus Reet- oder Fachwerkhaus erhöhe nicht automatisch die Brandgefahr, da die Gesamtbewertung des Objekts maßgeblich sei, so die Begründung der Änderung.
Mehrere deutsche Städte schützen durch eine ordnungsrechtliche Allgemeinverfügung ausdrücklich ihre Altstadt, um Altstadtbrände wie in Tübingen oder Konstanz zu verhindern. Insbesondere der historische Stadtkern, bestehend aus einer Vielzahl von Fachwerkhäusern und engen Gassen gilt als besonders brandgefährdet. Ein Feuerwerksverbot wurde beispielsweise in der Innenstadt von Ravensburg, Konstanz und Köln erlassen. Die Stadt Düsseldorf begründet ihr Verbot auch mit Gefährdungen und relativ häufigen Personenschäden in der Vergangenheit an diesen gut besuchten Plätzen.

##### DDR
Die Abgabe und der Gebrauch von Silvesterfeuerwerk wurde in der DDR erstmals im Jahr 1956 geregelt. Pyrotechnische Erzeugnisse wurden zunächst in die Gruppen 1 bis 5, später bis 6 kategorisiert. Silvesterfeuerwerk gehörte zur Gruppe 3 und durfte in der Zeit vom 29. Dezember bis 31. Dezember im Einzelhandel verkauft werden. Erlaubt war der Verkauf und die Abgabe an Jugendliche ab 16 Jahren. Die Verwendung war Jugendlichen ab 16 Jahren und Kindern und Jugendlichen unter 16 Jahren unter Aufsicht eines Erziehungsberechtigten erlaubt. Silvesterfeuerwerk der Gruppe 3 durfte nur in der Zeit vom 31. Dezember 16:00 Uhr bis zum 1. Januar 8:00 Uhr verwendet bzw. gezündet werden.

##### Deutschland (2020/2021)
Überlassungsverbot für Feuerwerk in Deutschland 2020 und 2021

Zusätzlich zu den bisher bestehenden Regelungen gab es zum Jahreswechsel 2020/21 ein bundesweites Überlassungsverbot von Feuerwerk der Kategorie F2 an Verbraucher, mit der Begründung, dass man aufgrund der COVID-19-Pandemie die Krankenhäuser durch weniger Notfälle aufgrund von Verletzungen durch Feuerwerk in der Neujahrsnacht entlasten wolle. In Hamburg war das Abbrennen von Kat. F2-Feuerwerk zur Jahreswende 2020/21 verboten. In Baden-Württemberg und Bayern war das Abbrennen wegen der nächtlichen Ausgangssperre nur auf Privatgrundstücken erlaubt. Nach einer Auswertung der Barmer Ersatzkasse sank die Zahl der Krankenhausaufnahmen „durch zu viel Alkohol oder mutmaßlich durch den unsachgemäßen Gebrauch von Feuerwerkskörpern“, wie „Alkoholvergiftungen, Gehirnerschütterungen, Knalltraumata, Augen- und Handverletzungen sowie Verbrennungen“, von 6200 im Jahreswechsel 2019 auf 3800 zum Jahreswechsel 2020, und die Zahl der stationären Behandlungen aufgrund von Verletzungen von ca. 4000 auf ca. 2500 Fälle, wobei alkoholbedingte Behandlungsfälle am häufigsten waren. „Die Zahl alkoholbedingter Krankenhausaufnahmen halbierte sich ungefähr und sank von knapp 2000 auf rund 1000 Fälle.“
In der Bund-Länder-Konferenz vom 2. Dezember 2021 wurde ein Überlassungsverbot von Kategorie-F2-Feuerwerksartikeln auch für den Jahreswechsel 2021/22 beschlossen. Am 20. Dezember 2021 wurde die entsprechende Änderung des Sprengstoffgesetzes durch den Bundesrat beschlossen, am 23. Dezember im Bundesgesetzblatt veröffentlicht. Am folgenden Tag trat sie in Kraft. Gegen dieses Verkaufsverbot richteten der Bundesverband Pyrotechnik (BVPK), einige Händler sowie ein Käufer Eilanträge. Sie argumentierten, dass valide Daten fehlten, dass ein signifikanter Teil der Verletzungen in der Silvesternacht durch zugelassenes Feuerwerk entsteht. Das Verkaufsverbot wurde jedoch sowohl vom Verwaltungsgericht Berlin (28. Dezember 2021) als auch vom Oberverwaltungsgericht Berlin-Brandenburg (ebenfalls 28. Dezember 2021) bestätigt. Der 6. Senat des Oberverwaltungsgerichts räumte ein, dass das Verkaufsverbot die Grundrechte der Antragsteller einschränke, betonte jedoch, dass der mit der Regelung verfolgte Zweck überwiege, nämlich eine zusätzliche Belastung der Krankenhäuser während der Pandemie zu verhindern.

#### Österreich
Gegenstände der Kategorie F1 sind ab einem Alter von 12 Jahren frei erhältlich, solche der Kategorie F2 dürfen ab dem vollendeten 16. Lebensjahr erworben werden, Kategorie F3 und Kategorie F4 dürfen nur von ausgebildeten Personen mit nachgewiesener Sachkunde bzw. Fachkenntnis erworben bzw. besessen und nur mit Genehmigung der Behörde (Bezirkshauptmannschaft, Polizeidirektion, Magistrat) verwendet werden.
Mit dem Pyrotechnikgesetz (PyroTG) von 2010 gibt es die zusätzlich speziellen Kategorien für bühnenpyrotechnische (T1, T2), sonstige pyrotechnische Gegenstände (P1, P2) und pyrotechnische Sätze (S1, S2). Davon dürfen T2, P2 und S2 ebenfalls nur von ausgebildeten Personen besessen und verwendet werden. Früher wurde der Nachweis mit dem sogenannten „§6 Bescheid“ erbracht – dieser ist seit 2010 dem Pyrotechnikausweis gewichen, der ähnlich dem Führerschein über die erworbenen Berechtigungen des Pyrotechnikers Auskunft gibt.
Bereits seit dem Jahr 1974 gilt ein prinzipielles Verbot für die Verwendung von (nunmehr Kat.-F2-)Feuerwerk im Ortsgebiet. Generell kann jeder Bürger ohne Pyrotechnikausweis für ein privates Kat.-F2-Feuerwerk im Ortsgebiet einen Bescheid beantragen, muss dann aber je nach Voraussetzungen, Örtlichkeiten etc. mit (durchaus kostspieligen bzw. aufwändigen) behördlichen Auflagen rechnen, wie sie bei Großereignissen üblich sind.
Prinzipiell kann der Bürgermeister durch eine Verordnung zu gewissen Anlässen (wie zu Silvester) das Abbrennen von Kat.-F2-Feuerwerken im Ortsgebiet zulassen. Eine Generalerlaubnis für das Abbrennen von F2-Feuerwerken im Ortsgebiet zu Silvester gibt es in Österreich nicht.
Laut §38 PyroTG ist auch die Verwendung pyrotechnischer Gegenstände und Sätze „innerhalb und in unmittelbarer Nähe von Kirchen, Gotteshäusern, Krankenanstalten, Kinder-, Alters- und Erholungsheimen sowie Tierheimen und Tiergärten“ verboten. Ebenfalls muss gewährleistet sein, „dass Gefährdungen von Leben, Gesundheit und Eigentum von Menschen oder der öffentlichen Sicherheit nicht entstehen“. Auch darf in der Nähe von Tankstellen bzw. „in der Nähe von leicht entzündlichen oder explosionsgefährdeten Gegenständen, Anlagen und Orten“ kein Feuerwerk abgebrannt werden.
Als Reaktion auf die anhaltende Trockenheit haben nach Lienz und Innsbruck alle Bezirke Tirols am 29. Dezember 2015 private Feuerwerke mit Gegenständen der Klasse F2 und das Feuermachen zum Schutz von Wiesen und Wäldern verboten. Ähnliches gilt in zahlreichen Gemeinden Kärntens. In Vorarlberg bedarf es der Genehmigung durch die jeweiligen Gemeinden. In mehreren Orten wurden für die Öffentlichkeit geplante Feuerwerke abgesagt, so in St. Anton am Arlberg und Mallnitz, sofern es nicht unerwartet zu ausgiebigem Regen kommt. Das Feuerwerk zum Bergsilvester in der Innsbrucker Altstadt wurde jedoch abgefeuert.

#### Schweiz
Seit dem 1. Juli 2010 ist der Verkauf von Feuerwerksartikeln der Kategorie I an Personen unter 12 Jahren verboten. Für den Erwerb von Artikeln der Kategorie II beträgt das Mindestalter 16 Jahre, für die Kategorie III und G1–3 wird ein Alter von über 18 Jahren gefordert. Der Verkauf und die Verwendung von Bodenknallfeuerwerk ist generell verboten, dafür wird in der Schweiz durch den freien Erwerb von Kat.-III-Artikeln ab 18 Jahren mehr auf Effektfeuerwerk gesetzt.
Das Abbrennen und der Verkauf von Feuerwerk ist in den Tagen bis und mit dem Schweizer Bundesfeiertag (1. August) und vor bzw. zu Silvester/Neujahr grundsätzlich erlaubt. Für das Verwenden von Feuerwerk außerhalb der Jahreswende und des Bundesfeiertags ist in der Regel eine behördliche Genehmigung erforderlich. Verbote für das Abbrennen von Feuerwerk können z. B. infolge von Trockenheit und der damit einhergehenden Waldbrandgefahr erlassen werden, wie etwa während der Dürre und Hitze in Europa 2018 und 2022.

#### Niederlande
Das Consumentenvuurwerk (Feuerwerkskörper zum privaten Gebrauch) darf nur an den letzten drei Werktagen des Jahres verkauft und von 18 Uhr am 31. Dezember bis 2 Uhr am 1. Januar verwendet werden. Ausnahme ist das sogenannte Scherzfeuerwerk der Kategorie 1, das ganzjährig erworben und abgebrannt werden darf. Erlaubt sind nur Feuerwerkskörper, die zur privaten Nutzung gekennzeichnet sind sowie Effektbeschreibungen und Gebrauchsanleitungen in niederländischer Sprache aufweisen. Verkauft werden darf Feuerwerk nur durch Händler mit einer speziellen Lizenz in Verkaufsräumen, für die sehr hohe Sicherheitsvorschriften gelten. Feuerwerkskörper der Kategorie 1 dürfen nur an Personen ab 12 Jahren, der Kategorie 2 nur an Personen ab 16 Jahren und der Kategorie 3 nur An Personen ab 18 Jahren abgegeben werden. Es dürfen nur Artikel an Privatpersonen verkauft werden, die in ihrer Originalverpackung den Gefahrgutklassen 1.4G oder 1.4S zugeordnet sind. Feuerwerksraketen sind auf maximal 40 g Nettoexplosivstoffmasse begrenzt, Bodenknallkörper der Kategorie 2 dürfen nicht mehr als 2,5 g Schwarzpulver enthalten.
Feuerwerksverbot 2020 und 2021
Nachdem es in den Niederlanden 2020 ein generelles Verkaufsverbot für Feuerwerk gab, wurde auch für 2021 das Abbrennen von Feuerwerk zu Silvester verboten, um einer möglichen Überlastung des Gesundheitssystems entgegenzuwirken. Im Jahr 2020 reduzierte sich die Zahl der Verletzten, die zu Silvester bei ca. 1000 Menschen liegt, um 70 Prozent.
Voraussichtliches Feuerwerksverbot ab 2026
Am 2. Juli 2025 wurde ein Gesetzesvorschlag angenommen, der den privaten Gebrauch von Feuerwerk der Kategorien F2 und F3 verbieten soll. Dieses Verbot tritt voraussichtlich zum Jahreswechsel 2026/2027 in Kraft; gleichzeitig soll auch der Besitz sowie die Abgabe an Privatpersonen unter Strafe gestellt werden.

#### Osttimor
Der private Gebrauch von Raketen und anderer Pyrotechnik wurde landesweit mit der Verordnung 127/MCI-MI/XII/2023 vom 18. Dezember 2023 verboten. Zuvor war es zu mehreren Vorfällen gekommen, die auch zu Störungen von religiösen Feiern an heiligen Orten, Kirchen und umliegenden Gebieten geführt hatten. In Dili gab es Durchsuchungen und Beschlagnahmungen durch die Polizei. Gefundene Feuerwerkskörper wurden der Gemeindeverwaltung übergeben, die eine sichere Verwendung sicherstellen soll. Die Grenzpolizei verstärkte ihre Kontrollen, um Schmuggel einzudämmen. Bei einem Verstoß gegen das Verbot drohen Strafen.

#### Slowenien
In Slowenien ist die Abgabe von Feuerwerkskörpern der Kategorie 1 an Personen unter 14 Jahren, der Kategorie 2 an Personen unter 16 Jahren und der Kategorie T1 und P1 an Personen unter 18 Jahren verboten. Pyrotechnische Erzeugnisse der Kategorien 3 und 4 sowie T2 und P2 dürfen nur von Personen mit entsprechender Erlaubnis erworben, besessen und abgebrannt werden. Ausnahmen gibt es hier allerdings für Kategorie F3-Batteriefeuerwerk bis 1000 g und -fontänen bis 750 g Nettoexplosivstoffmasse, die, wenn sie bestimmten Normen entsprechen, auch von Personen ab 18 Jahren ohne Fachkunde erworben und abgebrannt werden dürfen. Die Verwendung von Artikeln der Kat. 1 und 2 ist unter Aufsicht einer volljährigen Person auch Jugendlichen unter 14 bzw. 16 Jahren erlaubt.
Seit dem Jahr 2008 sind Verkauf, Besitz und Verwendung von Feuerwerkskörpern der Kategorien 2 und 3 (hauptsächlich mit Knallwirkung), insbesondere Bodenknallkörpern, generell verboten. Das gilt auch für Touristen und soll Sach- und Gesundheitsschäden verhindern.

## Politische Auseinandersetzungen

### Deutschland
Wie bereits oben (im Abschnitt Feuerwerk als Kunstform) dargelegt, gibt es in Deutschland Initiativen, den Status von Feuerwerken und Pyrotechnikern zu verbessern, indem Feuerwerke als Kunst und Pyrotechniker als Künstler eingeordnet werden sollen.
In einer am 27. Januar 2022 beim Deutschen Bundestag eingereichten Petition wurde gefordert, dass eine „weitere Einschränkung oder ein Verbot von privatem Silvesterfeuerwerk“ von deutschen Politikern nicht vorgenommen werden sollen. Denn: „Farbenprächtiges Feuerwerk ist Tradition und eine Kunstform – auch privates Feuerwerk ist ein Ausdrucksmittel von Emotion und Freude.“ Bis zum Ablauf der Mitzeichnungsfrist am 12. April 2022 gab es 5611 Online-Unterzeichnungen.
Die deutsche Abteilung der Tierschutzorganisation PETA hingegen forderte 2021 in Deutschland Lebende auf, eine Petition mit dem Ziel zu unterstützen, dass alle Feuerwerke in Deutschland verboten werden sollen.
Im Auftrag der Verbraucherzentrale Brandenburg stellte das Umfrageinstitut INSA-Consulere im Oktober 2022 in ganz Deutschland folgende Frage mit erklärendem Kontext: „Sind Sie für oder gegen ein Verbot von privatem Feuerwerk dieses Jahr an Silvester?“ 53 Prozent der Befragten sprachen sich für ein Verbot aus, 39 Prozent dagegen. Auf dieses Ergebnis berief sich die Deutsche Umwelthilfe in ihrem „Offenen Brief“ an Bundesinnenministerin Nancy Faeser. Die DUH forderte die Ministerin dazu auf, „die Erste Verordnung zum Sprengstoffgesetz (1. SprengV) zu überarbeiten und den privaten Kauf und Gebrauch von Pyrotechnik zu Silvester dauerhaft zu beenden“.

### Österreich
Stand 2024 wird seit Jahren über Unfälle von Laien im Zusammenhang mit der Anwendung von Feuerwerk berichtet. Ebenso über Schmuggel per Automobil, also nicht gesichertem Transport und rechtswidrige Einfuhr von in Österreich für Laien nicht erlaubte Artikel, Kontrolle, Beschlagnahmung und Einleitung von Strafverfahren.
Seit einigen Jahren veranstaltet die Stadt Graz zur Vermeidung von Feinstaubemission und Lärmstress zu Silvester kein Feuerwerk (vor allem vom Schloßberg) mehr, sondern ein Silvesterspektakel, ein bunt beleuchtetes Spiel aus bis 42 m hohen Wasserfontänen am Hauptplatz vor dem Rathaus zu Musik, mit Bildprojektionen, Licht- und Feuereffekten. Bei freiem Eintritt werden bis 8000 Personen auf den Hauptplatz eingelassen, der dafür temporär von vielen Imbissständen  freigeräumt ist. Ab 17:30 bis 00:20 finden etwa alle 2 Stunden insgesamt 5 Showblöcke von je 20 Minuten Dauer statt. (Stand 2024)

### Schweiz
Ein „Initiativkomitee ‚Feuerwerksinitiative‘“ brachte im April 2022 in der Schweiz eine Volksinitiative mit dem Titel „Für eine Einschränkung von Feuerwerk“ in den Gang der Gesetzgebung im Rahmen der direkten Demokratie der Schweiz ein. Die Initianten begehren die Einfügung eines neuen Art. 74a in die Bundesverfassung der Schweizerischen Eidgenossenschaft. Diesem zufolge sollen „[d]er Verkauf und die Verwendung von Feuerwerkskörpern, die Lärm erzeugen,“ verboten sein. Nur „[f]ür Anlässe von überregionaler Bedeutung kann die zuständige kantonale Behörde auf Gesuch hin Ausnahmebewilligungen erteilen“. Damit der Gang der Gesetzgebung fortgesetzt werden konnte, mussten die Initianten bis zum 3. November 2023 von Befürwortern der Initiative mindestens 100.000 Unterschriften sammeln. Die Prüfung der Unterschriftenlisten durch die Bundeskanzlei hat ergeben, dass von insgesamt 138.237 eingereichten Unterschriften 137.193 gültig sind. Nach Angaben der Initianten wird ihre Initiative von der Organisation „Schweizer Tierschutz (STS)“, dem „Wildtierschutz Schweiz“, der Stiftung „Tier im Recht“, der „Schweizerischen Kynologischen Gesellschaft“, von „Pro Natura“, „Greenpeace Schweiz“ und der „Lärmliga Schweiz“ unterstützt. Die Initiative werde auch von Politikern „aus dem bürgerlichen und dem links-grünen Lager“ begrüßt. Inzwischen haben bereits mehrere Gemeinden Feuerwerksverbote beschlossen.
Die PETA Schweiz fordert Bürger auf, „den politischen Vertreter Ihrer Stadt“ zu „bitten, das Abbrennen jeglicher Feuerwerke zu verbieten.“

### Griechenland, Zypern
In Athen und Limassol werden zu Silvester 2024 Feuerwerke ohne Knall gezeigt. Der Fokus liegt geräuschlos auf Licht- und Farbeffekten. In Athen erzeugen Drohnen Effekte.